# Мартин V
Мартин V (лат. Martinus PP. V), в миру — Оддоне Колонна (итал. Oddone Colonna; 1369 или 1368, Дженаццано, Папская область — 20 февраля 1431, Рим) — папа римский с 11 ноября 1417 года по 20 февраля 1431 года.

## Ранние годы
Оддоне Колонна родился в 1368 году в Дженаццано (около Рима) в семье Агапито Колонна и Катерины Конти. Он принадлежал к одному из самых старых и известных родов Рима. Его брат Джордано стал князем Салерно и герцогом Венозы, а сестра Паола — княжной Пьомбино между 1441 и 1445 годами.
Оддоне, скорее всего, учился в университете Перуджи. С 1401 по 1405 был апостольским администратором епархии Палестрины.
В 1405 году он был возведён Иннокентием VII в сан кардинала-дьякона с титулярной диаконией Сан-Джорджо-ин-Велабро.
В 1409 году он принимал участие в Совете в Пизе и был одним из сторонников антипапы Александра V. Позже он подтвердил свою верность преемнику Александра, Иоанну XXIII, от которого его семья получила ряд привилегий. Папа Григорий XII отлучил Оддоне от церкви за приверженность Иоанну. Оддоне был в свите Иоанна XXIII на Соборе в Констанце и последовал за ним в изгнание. Однако позже он вернулся в Констанцу и принял участие в процессе, приведшем к низложению Иоанна XXIII.
Был архипресвитером папской Латеранской базилики с 1412 по 1417.

## Папство
6 ноября 1417 года участники Констанцского собора в лице 23 кардиналов и 30 представителей «христианских наций» — Германии, Англии, Испании, Франции и Италии (Польша была причислена к германской нации) — единогласно избрали Папой сорокадевятилетнего кардинала Колонну. Этим избранием был положен конец Великому расколу Католической церкви. Новоизбранный Папа, не имевший высших посвящений, в течение трёх дней был посвящён последовательно в диаконы, священники, епископы, что было необходимо для обладателя верховной власти в церкви. После торжественной коронации, не ожидая закрытия собора, Мартин V поспешил в Италию.
Но дорога в Рим заняла у него три года. Свободное вступление в Рим нужно было выкупить у Джованны II Неаполитанской, королевы Неаполя, которая долго торговалась, и самозваного кондотьера Браччо да Монтоне, который, пользуясь хаосом, захватил власть в папском государстве. Сам въезд Мартина V в Вечный город не носил триумфального характера: разрушенные дома, пустующие дворцы и разграбленные соборы свидетельствовали о глубоком упадке покинутой Папами столицы христианства. Мартин V энергично взялся за восстановление города. Он очень сдержанно относился к решениям завершавшегося Констанцского собора.
В 1419—1420 годах Мартин завязал дипломатические контакты с византийским императором Мануилом II, который искал помощи в противостоянии османской угрозе. Папа 12 июля 1420 года пообещал индульгенцию всем, кто будет вносить вклады в будущий крестовый поход против турок.
Сразу же после избрания Мартина V соборные отцы заключили с разными государствами ряд договоров, которые призваны были регулировать внутренние отношения между церковной иерархией и светской властью. Эти договоры никогда не были официально ратифицированы папством. Мартин V высказывал возражения и по поводу тех решений собора, которые ясно провозглашали верховенство собора над властью папы и требовали регулярных созывов последующих соборов. Когда в соответствии с постановлением Констанцского собора епископы в 1423 году вновь съехались в Павию, Мартин V прервал их совещание под предлогом эпидемии, которая вспыхнула в этом районе. На следующий собор, в Сиене, собрались лишь несколько епископов, что дало возможность папе отложить его. Папа назначил новый срок созыва собора на 1431 год. Этот собор должен был проходить в Базеле. До открытия его Мартин V не дожил. Он умер, разбитый параличом. Погребён в Латеранском соборе.

## Мартин V и рабство
Рабство было обычным явлением в Европе, Африке и Азии во время правления Мартина. В XV веке настроения в Европе все чаще обращались против порабощения христиан, и Церковь осудила такую практику, но это не распространялось на иноверцев.
По мнению историка Кита Бертона, Мартин санкционировал крестовый поход против Африки в 1418 году, и это, в сочетании с более поздней буллой (1441), санкционировало португальскую торговлю африканскими рабами. В марте 1425 была издана булла, которая угрожала отлучением каждому христианскому работорговцу. В июне 1425 году Мартин предал анафеме тех, кто продавал рабов-христиан мусульманам. Это только усилило торговлю африканскими рабами. Так, Генрих Мореплаватель подарил папе десять чернокожих рабов. Мартин поддержал колониальную экспансию.
| Папы и антипапы периода Великого западного раскола |
| -------------------------------------------------- |
|                                                    |